# O Negro (jornal)
O Negro : semanário de reportagens  foi um jornal coimbrão, de curta duração (29 de Novembro a 27 de Dezembro de 1930), que vem, como os próprios afirmam, “quebrar a paz podre em que nós vivemos”, denunciando falsas reputações e mexericando na (má) vida coimbrã. Por razões obvias o jornal não vingou, recebendo da sociedade de Coimbra o mais profundo desprezo. A direção deste jornal foi composta por João Veiga e Jorge de Morais, sendo o seu administrador / editor  Manuel Aires Falcão Machado. Colaboradores:  Almerindo Barros, Moura Pegado, Álvaro de Vasconcelos e várias assinaturas sob pseudónimo nas quais o atributo negro se repete.